# پل دبلیو. اس. اندرسون
پل ویلیام اسکات اندرسون (به انگلیسی: Paul W. S. Anderson) زاده ۴ مارس ۱۹۶۵، نویسنده، تهیه‌کننده و کارگردان بریتانیایی است که در سبک علمی تخیلی به ساخت فیلم می‌پردازد.

## زندگی شخصی
پل اندرسون در ۴ مارس ۱۹۶۵ در نیوکاسل انگلیس متولد شد. دوران تحصیل او در مدرسه رویال گرامر نیوکاسل سپری شد. اندرسون پس از گذراندن تحصیلات مقدماتی وارد دانشگاه ورویک شد و سرانجام به عنوان جوانترین دانشجوی دانشگاه، در رشته فیلم و ادبیات فارغ‌التحصیل شد.
فعالیت حرفه‌ای او در زمینه ساخت فیلم از سال ۱۹۹۴ آغاز شد. نخستین فیلم پل اندرسون که در آن به عنوان نویسنده و کارگردان حضور داشت، فیلم خرید بود. یک سال بعد او به عنوان کارگردان فیلم سینمایی مورتال کامبت را تولید کرد. او در سال ۱۹۹۷ فیلم فضای جاری و یک سال بعد فیلم سرباز را در مقام کارگردان، تولید کرد. اندرسون در سال ۲۰۰۰ به عنوان نویسنده، تهیه‌کننده و کارگردان، فیلم سینمایی بینایی را تولید کرد. دو سال بعد، پل اندرسون فیلم سینمایی رزیدنت ایول را که برداشتی از داستان و عنوان بازی رایانه‌ای رزیدنت ایول بود را به عنوان نویسنده، تهیه‌کننده و کارگردان تولید کرد. اندرسون در این فیلم از میلا یوویچ به عنوان هنرپیشه نقش آلیس استفاده کرد. پل اندرسون در سال ۲۰۰۴ فیلم سینمایی بیگانه علیه غارتگر را به عنوان نویسنده و کارگردان و همچنین فیلم سینمایی رزیدنت ایول: موعود را به عنوان تهیه‌کننده و نویسنده در کارنامه خود دارد.
پل اندرسون در سال ۲۰۰۵ به عنوان تهیه‌کننده در فیلم سینمایی تاریکی حضور یافت. دو سال بعد او تهیه‌کنندگی فیلم سینمایی مرگ یا زندگی و در همین سال فیلم سینمایی رزیدنت ایول: انقراض را به عنوان نویسنده و تهیه کننده، تولید کرد. اندر سون از سال ۲۰۰۸ تا ۲۰۱۱ کارگردانی فیلم‌های مسابقه مرگ (۲۰۰۸)، رزیدنت ایول: زندگی پس از مرگ (۲۰۱۰) و فیلم سینمایی سه تفنگدار (۲۰۱۱) را برعهده داشت.
اندرسون در ۲۲ آگوست ۲۰۰۹ با میلا یوویچ ازدواج کرد. این درحالی ست که آن‌دو پیش از این و در ۳ نوامبر ۲۰۰۷ صاحب دختری شده بودند.

## فیلم شناسی
| سال  | عنوان                          | کارگردان | نویسنده | تهیه‌کننده |
| ---- | ------------------------------ | -------- | ------- | --------- |
| ۱۹۹۰ | ال سی.آی.دی.                   | نه       | آری     | نه        |
| ۱۹۹۴ | خرید                           | آری      | آری     | نه        |
| ۱۹۹۵ | مورتال کامبت                   | آری      | نه      | نه        |
| ۱۹۹۷ | افق رویداد                     | آری      | نه      | نه        |
| ۱۹۹۸ | سرباز                          | آری      | نه      | نه        |
| ۲۰۰۰ | بینایی                         | آری      | آری     | آری       |
| ۲۰۰۲ | رزیدنت ایول                    | آری      | آری     | آری       |
| ۲۰۰۴ | بیگانه علیه غارتگر             | آری      | آری     | نه        |
| ۲۰۰۴ | رزیدنت ایول: آخرالزمان         | نه       | آری     | آری       |
| ۲۰۰۵ | تاریکی                         | نه       | نه      | آری       |
| ۲۰۰۶ | حرکت                           | آری      | نه      | نه        |
| ۲۰۰۶ | زنده یا مرده                   | نه       | نه      | آری       |
| ۲۰۰۷ | رزیدنت ایول: انقراض            | نه       | آری     | آری       |
| ۲۰۰۸ | مسابقه مرگ                     | آری      | آری     | آری       |
| ۲۰۰۹ | پاندروم                        | نه       | نه      | آری       |
| ۲۰۱۰ | رزیدنت ایول: زندگی پس از مرگ   | آری      | آری     | آری       |
| ۲۰۱۱ | سه تفنگدار                     | آری      | نه      | آری       |
| ۲۰۱۱ | مسابقه مرگ ۲                   | نه       | آری     | آری       |
| ۲۰۱۲ | رزیدنت ایول: قصاص              | آری      | آری     | آری       |
| ۲۰۱۳ | مسابقه مرگ ۳: دوزخ             | نه       | نه      | آری       |
| ۲۰۱۴ | پمپئی                          | آری      | نه      | آری       |
| ۲۰۱۶ | رزیدنت ایول: قسمت پایانی       | آری      | آری     | آری       |
| ۲۰۱۸ | مسابقه مرگ: فراتر از هرج و مرج | نه       | آری     | آری       |
| ۲۰۲۰ | مانستر هانتر                   | آری      | آری     | آری       |
| ۲۰۲۵ | در سرزمین‌های گمشده             | آری      | آری     | آری       |